# Florian Notz
Florian Notz (Dettingen an der Erms, 24 aprile 1992) è un fondista tedesco.

## Biografia
Attivo in gare FIS dal marzo del 2008, Notz ha esordito in Coppa del Mondo il 2 marzo 2014 a Lahti (7º) e ai Campionati mondiali a Falun 2015, classificandosi 35º nella 15 km, 47º nello skiathlon, 7º nella staffetta e non completando la 50 km. Ai successivi Mondiali di Lahti 2017 si è piazzato 47º nella 50 km, 16º nello skiathlon e 6º nella staffetta e a quelli di Seefeld in Tirol 2019 è stato 22º nella 50 km, 18º nello skiathlon e 6º nella staffetta, mentre a quelli di Oberstdorf 2021 si è classificato 26º nella 15 km e 48º nello skiathlon. Ai XXIV Giochi olimpici invernali di Pechino 2022, suo esordio olimpico, si è piazzato 26º nella 50 km, 19º nello skiathlon e 5º nella staffetta; ai Mondiali di Trondheim 2025 è stato 43º nella 50 km, 27º nello skiathlon e 8º nella staffetta.

## Palmarès

### Mondiali juniores
- 1 medaglia:
  - 1 oro (15 km TL ad Almaty 2015)

### Coppa del Mondo
- Miglior piazzamento in classifica generale: 29º nel 2021